# Alfred Tutton
Alfred Edwin Howard Tutton (Cheadle Mosely, 22 agosto 1864 – Dallington, 14 luglio 1938) è stato un chimico britannico.
Studioso di cristallografia, il suo nome è ricordato nei sali di Tutton.

## Vita
Alfred Tutton nacque a Cheadle Mosely, un villaggio presso Edgeley, ora inglobato nella Grande Manchester. Seguì corsi di scienze presso lo Stockport Mechanics Institute e corsi serali di chimica tenuti da Henry Roscoe presso lo Owens College di Manchester (in seguito affiliato alla Victoria University, e poi dal 2004 parte dell'Università di Manchester). Nel 1883 iniziò a frequentare la Normal School of Science e la Royal School of Mines a South Kensington, dove seguì lezioni di Edward Frankland, Thomas Edward Thorpe e Arthur Rucker. Tutton era uno studente brillante e Thorpe lo prese come assistente, indirizzandolo a studiare gli ossidi del fosforo. Tutton preparò l'ossido P2O4 sino allora sconosciuto e contribuì a caratterizzare il già noto P4O6. Iniziò a interessarsi di cristallografia, che diventò da questo momento il suo principale campo d'interesse.
Nel 1895 si spostò a Oxford, nominato Ispettore delle Scuole tecniche. Continuò le sue ricerche allestendo un laboratorio privato. Associato al New College, acquisì i titoli di Bachelor of Science (1895), Doctor of Science (1903) e Master of Arts (1905). Nel 1899, a trentaquattro anni, fu eletto membro della Royal Society. Nel 1905 fu trasferito a Londra dove continuò la sua attività di ispettore. Allestì un nuovo laboratorio di ricerca privato per le sue ricerche cristallografiche, e collaborò con il Dipartimento degli Standard della Camera di Commercio per costruire un comparatore interferenziale per il controllo della lunghezza della iarda campione.
Nel 1909 visitò il Canada, tenendo conferenze e compiendo scalate sulle Montagne Rocciose. Fu appassionato di alpinismo e trascorse spesso le sue ferie in Svizzera compiendo ascensioni. Nel 1924 andò in pensione come ispettore, e si trasferì a Oxford dove continuò le sue ricerche installando un nuovo laboratorio privato. Nel 1930 riprese per un anno il lavoro di standardizzazione della iarda. Nel 1931 smise di fare ricerca e si trasferì a Dallington (East Sussex), dove morì sette anni dopo.

## Contributi scientifici
Il principale interesse di Tutton fu la cristallografia. Tra il 1890 e il 1929 pubblicò circa 50 articoli concernenti più di 90 sali appartenenti a due serie. La prima serie comprendeva solfati e selenati dei metalli alcalini (più ammonio e tallio), composti di formula generica MI2EO4 (E = S o Se) che possedevano identica struttura cristallina (isomorfismo). La seconda serie era costituita dai sali doppi che i solfati e selenati precedenti formano assieme a solfati e selenati di metalli divalenti. Questi sali doppi di formula generica MI2MII(EO4)2·6H2O formano anch'essi cristalli isomorfi, e sono ora noti come sali di Tutton.
È inoltre autore delle seguenti monografie:
- (EN) A. E. H. Tutton, Crystalline Form and Chemical Construction, Macmillan, 1910.
- (EN) A. E. H. Tutton, Crystals, Kegan Paul, 1911.
- (EN) A. E. H. Tutton, Crystallography and Practical Crystal Measurement, Macmillan, 1922.
- (EN) A. E. H. Tutton, The Natural History of Ice and Snow: Illustrated from the Alps, Paul, Trench, Trubner & Company, 1927.